# Богомолов, Александр Станиславович
Алекса́ндр Станисла́вович Богомо́лов (11 мая 1973, Чита — 24 ноября 2016, Назрань, Ингушетия) — российский военнослужащий, начальник отдела специального назначения (РОСН) «Ворон» Управления ФСБ РФ по Воронежской области, полковник, Герой Российской Федерации.

## Биография
Родился 11 мая 1973 года в городе Чите Читинской области (в настоящее время Забайкальский край). В 1987 году окончил 8 классов средней школы. В 1990 году окончил Минское суворовское военное училище в составе 2-й роты 3-го взвода (34 выпуск).
В 1990—1994 годах — курсант Рязанского высшего воздушно-десантного командного училища, после окончания которого назначен заместителем командира разведывательной роты 137-го парашютно-десантного полка (г. Рязань). Затем — на службе в органах государственной безопасности Российской Федерации. Проходил службу в различных подразделениях специального назначения, в том числе в Управлении «В» Центра специального назначения ФСБ России.
Был участником миротворческой миссии в Косово, Первой и Второй чеченских войн, операций по освобождению заложников при террористических актах в Москве («Норд-Ост») в октябре 2002 года и в Беслане в сентябре 2004 года. Многократно выезжал в служебные командировки в регионы Северного Кавказа. Дважды был ранен (одно из ранений — тяжёлое), но каждый раз возвращался в строй.
С 2013 года служил в Управлении ФСБ России по Воронежской области. Последняя должность — начальник регионального отдела специального назначения (РОСН) «Ворон».
24 ноября 2016 года в 6:30 утра на части территории города Назрань силами спецназа ФСБ России началась контртеррористическая операция, связанная с пресечением деятельности незаконных вооруженных формирований на территории Ингушетии. В ходе боевого столкновения с террористами, обнаруженными в одном из жилых домов, полковник А. С. Богомолов получил тяжёлое ранение в грудь, от которого скончался при эвакуации в больницу.
Похоронен на Николо-Архангельском кладбище.
Указом Президента Российской Федерации от 1 марта 2017 года за мужество и героизм, проявленные при исполнении воинского долга, полковнику Богомолову Александру Станиславовичу присвоено звание Героя Российской Федерации (посмертно).

## Награды
- орден «За заслуги перед Отечеством» с изображением мечей III и IV степеней;
- два ордена Мужества (19.01.1995; 14.10.1997);
- две медали «За отвагу»;
- две медали «За отличие в специальных операциях» (ФСБ);
- медаль «За участие в контртеррористической операции» (ФСБ);
- медаль «За отличие в военной службе» (ФСБ) I, II и III степеней;
- Знак «Парашютист-отличник» за 100 прыжков.

Могила Богомолова на Николо-Архангельском кладбище Москвы.

## Память
- Приказом директора ФСБ России от 19 апреля 2017 года навечно зачислен в списки личного состава Управления ФСБ России по Воронежской области[5].
- Именем А. С. Богомолова названа улица в Воронеже (2017)[6].
- 7 сентября 2023 года 6 «В» класс ГБОУ школы № 152 Красногвардейского района г. Санкт-Петербурга получил звание Класса Героя Российской Федерации, начальника регионального отдела специального назначения «Ворон» УФСБ России по Воронежской области, полковника Александра Станиславовича Богомолова.[источник не указан 519 дней]